# 梅林 (亞瑟王傳說)

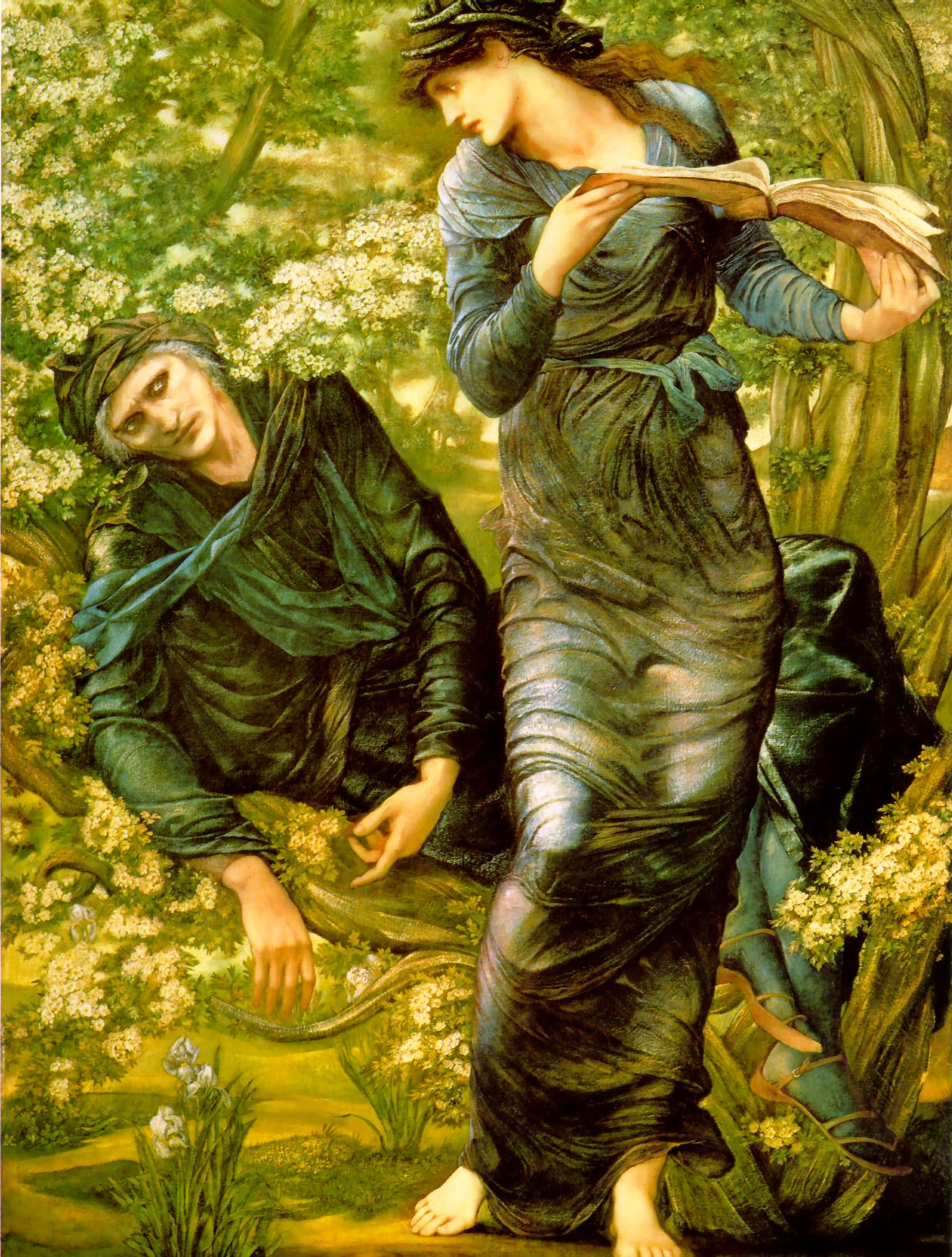
《梅林中计》由英國畫家般尼·鐘斯繪於1874年的油画，画中描述了梅林与妮妙（威尔斯：Nimue、英语：Vivien）是一对冤家。梅林是亚瑟王的谋士，也是一位伟大的魔法师；后来他一厢情愿的爱上了湖中妖女中的高傲公主妮妙，但妮妙却对他厌恶有加；因梅林受到了妮妙的引诱，不慎透露出了魔法林囚人的咒语，结果被妮妙永远的囚禁在了森林之中。

梅林，或譯魔灵、密林、默林、墨林、穆林或瑪林，是英格蘭及威爾斯神話中的傳奇魔法師，他法力強大同時充滿睿智、能預知未來和變形，並因為扶助亞瑟王登位而聞名並留下種種事蹟。對於這角色原型的描述初見於中世紀作家蒙茅斯的杰弗里的著作《不列颠诸王史》一書，傑佛瑞很可能融合了多個人物的特質，經過撮合創作後便誕生出梅林了。
傑佛瑞的著作譯本甫推出便大受歡迎（在威爾斯地區尤甚），令他不久之後開始著手為梅林塑造更為全面的巫師形象：由尋夢精 (incubus) 與凡間女子結合所生，該血統使梅林繼承了超自然的力量和技能；另外，通過連串的策劃和計謀，梅林熱心地導演了亞瑟王的出生並努力使之成為明君，直到他自己被湖中妖女蠱惑和監禁。

## 歷史中的梅林

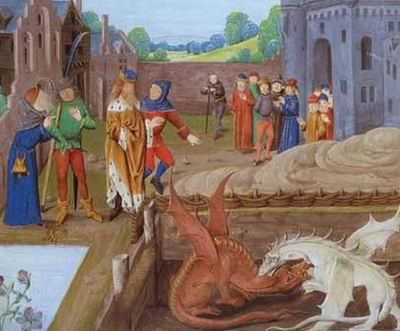
圖示沃蒂根的施工土地下方竟有紅、白雙龍在爭執。

傳說中的梅林主要建基於兩個人物，首先是一個叫米爾丁（凱爾特文：Myrddin Wyllt，又名Merlinus Caledonensis）的吟遊詩人，其次是一名在公元5世紀時候打敗盎格魯-撒克遜人的西羅馬帝國不列顛行省軍事將領安布羅休斯·奧理安。據說，前者本是一個與亞瑟王毫不相關的詩人，但自從一次目睹過戰爭的恐怖後便失心瘋，終於在公元6世紀時逃離文明世界，變為定居在加里東林野外的怪人。中世紀作家蒙茅斯的傑佛瑞對此人的印象難忘由他最後一部對於該角色創作上可以得到證實。《梅林傳》（拉丁文：Vita Merlini，英文：Life of Merlin）中的梅林正是瘋子米爾丁的縮影。
公元1136年，傑佛瑞在著作《不列颠诸王史》中透露出更多有關於梅林的具體構思，他借取了尼尼奥斯（Nennius）所著之《不列顛史》（Historia Brittonum）內的角色安布羅斯作梅林的藍本。根據尼尼奥斯所寫，當時的不列顛人領袖沃蒂根在一次建築防禦高塔時發現了安布羅斯，每次高塔總是未建好就整個塌下來，工程遲遲未能完成，於是有人出謀獻策指唯一的解決方法便是在工地上灑上孤兒的鮮血，而安布羅斯正是盛傳的孤兒。當安布羅斯被召喚到英王前，卻竟然能夠說出真正使高塔崩潰的原因：在工地下方深處是一個地底湖，湖中的紅龍和白龍長年打鬥導致工地地基嚴重不穩。
傑佛瑞在自己的《不列顛諸王史》中重新提到這段故事，卻有意識地更換了主角的名字，令這個聰穎的事蹟盡歸梅林所有。謝菲一直希望將他所創造的這個新人物，從舊有的安布羅斯分割出來，同時極力掩飾自己對尼尼奥斯的纂改，只是簡單地解釋說安布羅斯是梅林的另一個名稱。此後，傑佛瑞陸續為梅林添加新的情節，並使其溶入到宏大的亞瑟王傳說架構之內。

## 梅林的身世

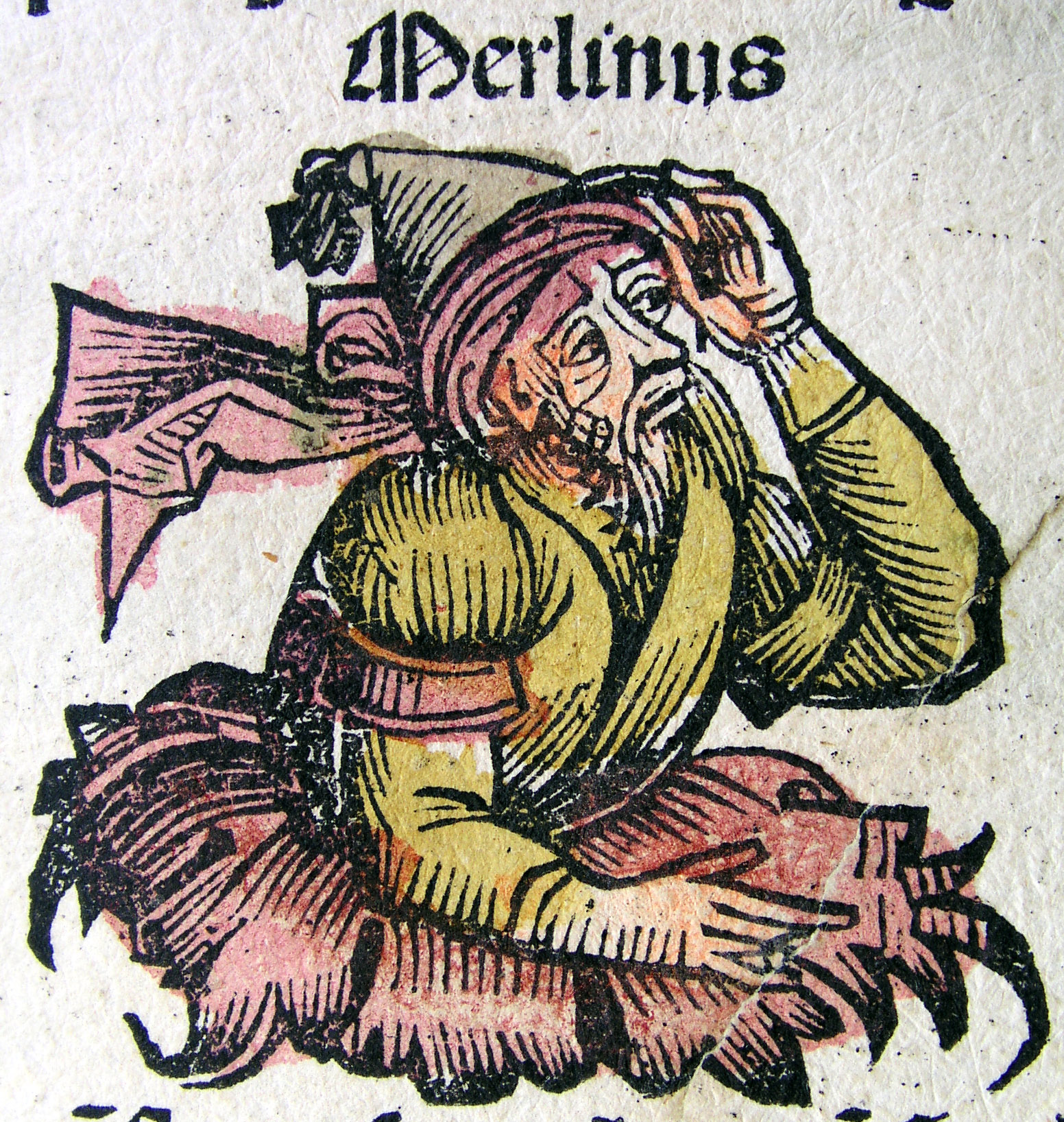
紐倫堡編年史裡的梅林 (繪於1493年)

《不列顛諸王史》中對梅林來歷的描寫同樣借鏡於《不列顛史》的安布羅斯，更明確地指出梅林是在大約公元五、六世紀時來自威爾斯的卡馬森一地。安布羅斯在《不列顛史》中最終透露自己是一位羅馬民政官之子；而梅林則是國王的女兒被一隻尋夢精入夢交合後所生，這使梅林在很大程度上屬於坎比翁（半人半魔）並擁有超越一般凡人的智慧和力量。而梅林的沃蒂根之塔故事與原裝版本大致相同，藏在地下的雙龍乃一白一紅，分別代表撒克遜人和不列顛人，牠們之間的最後爭鬥也象徵著現實中兩國間必然挑起戰火。
梅林還有另外一些傳奇事蹟，首先是創建巨石陣。根據傳說，巨石陣內的都是一種稱為「巨人之舞」具治療功效的癒合之岩，巨人將它們由非洲帶到了愛爾蘭。梅林為著紀念在索爾斯伯利對撒克遜人作戰時英勇犧牲的3,000名貴族戰士，決定建立環型石陣當逝者的紀念碑。於是亞瑟王派遣父親烏瑟‧潘德拉剛和梅林率1萬5千名騎士到愛爾蘭去開拓巨石，他們成功殺退7,000守兵，但之後不管是用繩索或蠻力均無法搬得動巨石。此時梅林運用智謀輕易地搬移石塊，橫渡海峽運返英國埃姆斯伯里，以此修建成氣勢磅礡的巨石陣。
其次，傳說梅林又曾經不情願地用魔法協助烏瑟變臉，使他能夠進入廷塔傑爾堡私通敵人的妻子Igraine，繼而令她有孕並誕下亞瑟（因為梅林預知烏瑟的兒子將是偉大的君王，但烏瑟長年膝下無兒且垂涎Igraine的美色，梅林為此而非常掙扎）。在較古老的版本（傑佛瑞著述）中，梅林在這件事發生後就從此失去踪影；但在一些後來的演繹裡，梅林成為了亞瑟王的導師，對年少的亞瑟王諄諄善誘，輔佐他成為一心向善的正直賢君。

## 後續改編

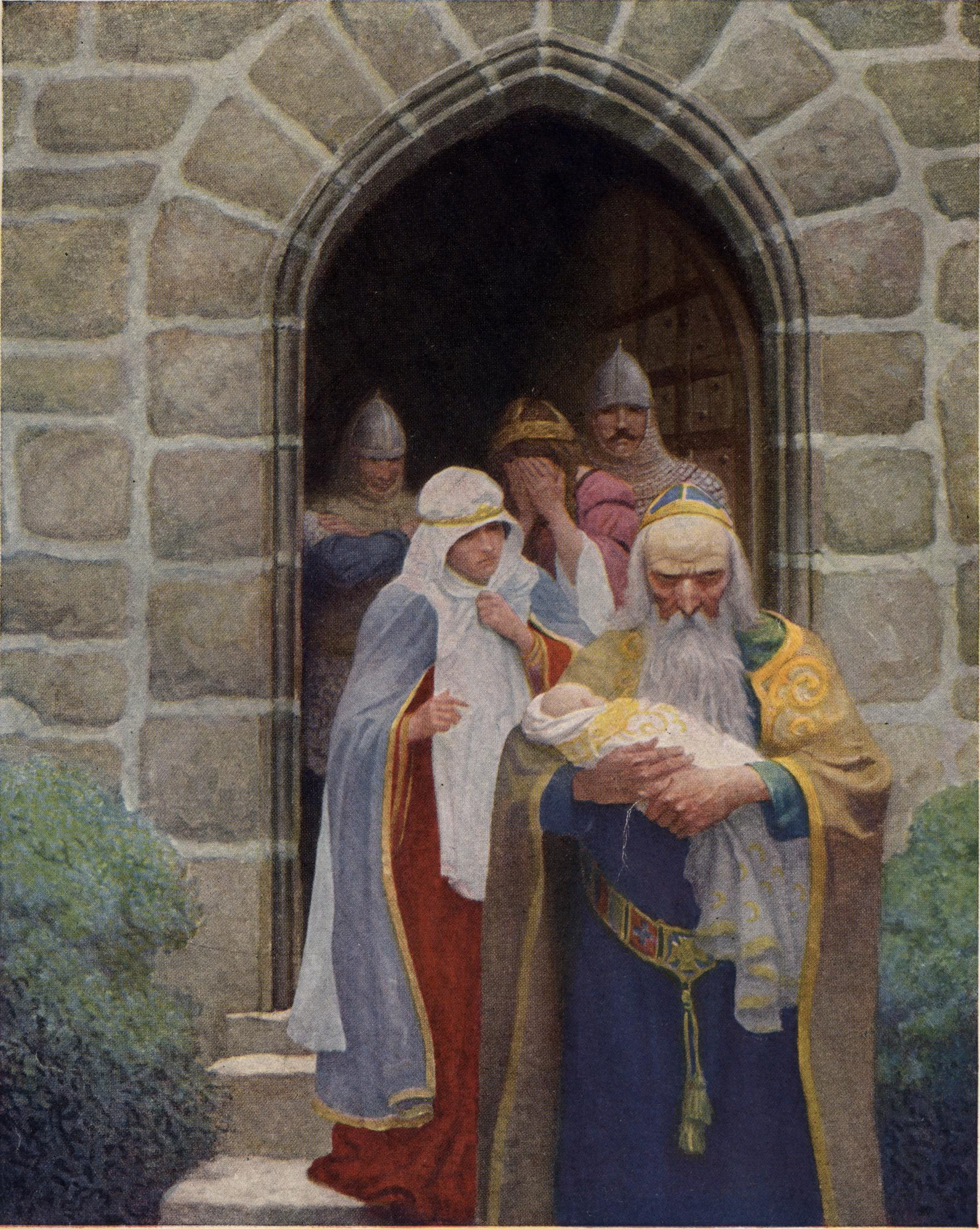
梅林將初出生的亞瑟王帶走並撫養，避免他長大後變得像父親尤瑟一樣心術不正。

梅林的形象經過不斷的口耳相傳和重新叙述，得以廣泛地植根在古英格蘭和威爾斯民間，除了原創作者之外，後世亦為這位傳奇魔幻人物陸續增添不少情節。
梅林的愛情：在《蘭斯洛特聖杯》 (Lancelot-Grail （页面存档备份，存于），俗稱通俗本法文傳奇系列，Old French Vulgate Cycle) 和其後的版本裡都有記載梅林因為愛情而不得善終的故事。例如，在後通俗本法文傳奇系列裡的《梅林續史》(Post-Vulgate Suite du Merlin) 中，梅林遇上一個名叫薇薇安（Niviane，亦作 Nyneue或 Viviane）的女獵人，並得悉對方原來是諾森伯蘭的王女。當薇薇安離開大殿欲告辭之際，梅林提議亞瑟王讓她留在皇宮陪伴和侍奉皇后。就在皇宮與薇薇安相處的那段日子裡，梅林徹底的愛上了她。薇薇安對此不為所動但擔心梅林用咒語令自己馴服，於是托辭說在梅林傳授所有生平絕學給自己之前，絕對不會和他在一起。梅林不虞有詐同意了薇薇安的要求，並未察覺她是別有用心地想運用從梅林處學到的法力，倒過來要脅梅林服從自己的吩咐。
當薇薇安決定要歸國時，梅林也陪伴在她左右護航。途中某日梅林獲異象啓示，得知遠方的亞瑟王正被仙女摩根的大军攻打而急需援軍，因此馬上帶薇薇安趕赴亞瑟王所在的堡壘營救。兩人趕路至天色漸黑，不得已便暫借一間看上去曾由一對戀人棲息的石室歇腳，而他們的墓塚就置於石室大廳之內。當夜，薇薇安始終對梅林的追求感到抗拒，其中很大程度是害怕與梅林所生的孩子帶有魔鬼的血統（梅林是半人半魔），便趁梅林熟睡時對他下咒，把他困在巨石造成的密封墓塚後逃走。最終，梅林因為無法脫身而一命嗚呼。

## 相關作品

### 文學
在許多講述亞瑟王傳奇的小說裡梅林均有登場。馬克·吐溫於1889年寫成的《康州美國佬大鬧亞瑟王朝》裡面把梅林描寫成反派人物：一個不懂魔法的純粹江湖騙子，藉此譏諷當時社會上一些過度迷信的人。
《納尼亞傳奇》作者C·S·路易斯也曾經寫過梅林，在他早期創作的「太空三部曲」末卷《那股邪惡的力量》（1946年）內，梅林經過數百年沉睡之後被天使一方重新喚醒來對付物質享樂主義魔鬼，原因是梅林來自於巫術仍然未墮落的時代。
《哈利波特》小說中在魔法世界裡常出現一句話是「梅林的鬍子!(Merlin's beard!)」代表對眼前的事物感到驚訝(例如在《神秘的魔法石》中，榮恩第一次看到哈利的隱形斗篷時不自覺說出「梅林的鬍子啊!」)。

### 電影和電視
梅林亦是大銀幕與及電視熒幕的常客，與其他持有法力的角色例如甘道夫、鄧不利多、歐比王·肯諾比或尤達大師一樣，梅林已經於大眾文化中成為賢者形象的表表者而深入民心。當中最為人所知的亮相包括1963年的迪士尼動畫石中劍（The Sword in the Stone），它改編自T·H·懷特1938年的同名小說，講述老法師梅林幫助和教導小孤兒華特各種各樣的事，使他得以打倒壞女巫。梅林一角由演員卡爾·史文森配音，至於動畫製作、分鏡和角色造型計劃則由迪士尼早期核心九大元老合力打造。
此外1998年由Hallmark Entertainment拍攝的迷你連續劇版本亦甚獲好評。主角梅林由森·尼爾飾演，美蓮達·理查森分飾湖中仙子和歹角瑪布女皇，插畫大師阿蘭·李則擔任場景設計（後來魔戒系列也是由他負責）。劇本成功地將眾多亞瑟王傳說的故事完整地串連起來，而且在處理魔法場面時效果震撼，使影片囊括了當屆艾美獎的美術指導、視覺效果、化妝等多個獎項，特別是結尾梅林施展魔法令自己和妻子雙雙返老還童一幕更令觀眾印象難忘。由於口碑良好，該片在2006年以原班人馬拍製續集《梅林的徒弟》，講述梅林退隱山林多年後回歸並收年輕小偷Jack為徒弟。
2008年英國廣播公司開始放映連續劇《少年魔法師梅林》，全季一共13集。緊接著在2009年又播出了該劇的第二季，中國中央電視台也已在綜合頻道播放其首季劇集，目前五季均已制作并播出完毕。
在金牌特務中作為一個特工代號。

### 遊戲
- 在手機遊戲中《Fate/Grand Order》先後以5星男性Caster和女性Pretender形態出場。出場。配音：櫻井孝宏﹙男性﹚、川澄綾子﹙女性﹚。
- 在桌上遊戲《抵抗組織：阿瓦隆》中為好人陣營的角色之一，技能為在遊戲開局時得知所有邪惡陣營位置，詳情請參照《抵抗組織》。

### 引用
1. ↑  Katharine Mary Briggs 在1976年由"Pantheon Books"出版的著作《An Encyclopedia of Fairies, Hobgoblins, Brownies, Boogies, and Other Supernatural Creatures》第440頁 ISBN 0-394-73467-X
2. ↑  Geoffrey of Monmouth 的《The History of the Kings of Britain》 Penguin Books, 1977
3. ↑  Lloyd-Morgan, Ceridwen. "Narratives and Non-Narrtives: Aspects of Welsh Arthurian Tradition." Arthurian Literature. 21. (2004): 115-136.
4. ↑  Dames, Michael. Merlin and Wales: A Magician's Landscape, Thames & Hudson Ltd, 2004
5. ↑  Ashe Geoffrey 的《The Discovery of Arthur》由"Owl Books" 在1987年出版
6. ↑  劉子瑜; Liu, Tzu-Yu. . 2016-07-25.[]
7. ↑  Sommer, H. Oskar. . The Carnegie Institution of Washington. 1908.

## 外部連結
- Branwaedd 卡拉克的《Life of Merlin: Vita Merlini》英譯本
- The Beguiling of Merlin, Edward Burne-Jones
- 梅林的圖像與資料 （页面存档备份，存于）
- 以梅林事蹟為劇目的歌劇 （页面存档备份，存于）
- 'Was Merlin an Old Magician or a Young Fortuneteller?'